# St. Ulrich am Pillersee

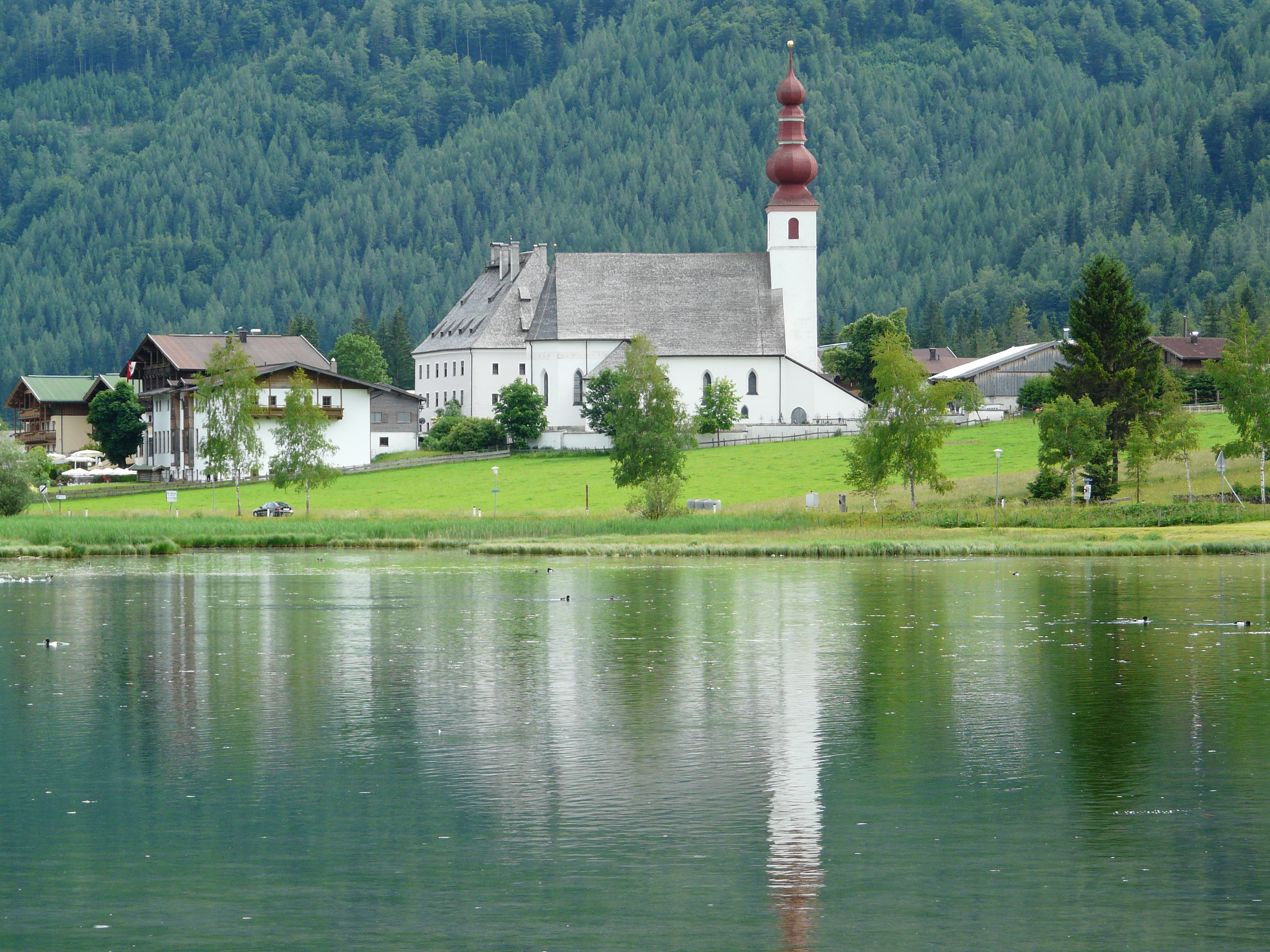
Kerk St. Ulrich

St. Ulrich am Pillersee is een gemeente in de Oostenrijkse deelstaat Tirol, en maakt deel uit van het district Kitzbühel.
St. Ulrich am Pillersee telt 1513 inwoners.
St. Ulrich am Pillersee, Hochfilzen, St. Jakob in Haus, Waidring, Sankt Johann in Tirol en Fieberbrunn vormen één groot skigebied, het Pillerseetal.

## Cultuur en bezienswaardigheden
- Parochiekerk van St. Ulrich am Pillersee : Barokke parochiekerk van St. Ulrich met pastorie, behoorde ooit tot het klooster van Rott am Inn. Voor het eerst vermeld in 1151, toren met romaanse bouwkern, ingewijd als gotische kerk in 1506, gerenoveerd in barokstijl in de 17e en 18e eeuw, herontworpen in neogotische stijl in 1865/66, gerenoveerd in barokstijl in 1960/61.
- Filialkirche St. Adolari : de kleine kerk bevindt zich in het gehucht Adolari aan de noordkant van de Pillersee. In 1957 werden tijdens renovatiewerkzaamheden in het koor fresco's uit de 14e eeuw blootgelegd en gerestaureerd.
- Ortisei heeft 's werelds oudste bergdennenoliedistilleerderij .
- Op 27 juli 2014 werd op de Buchensteinwand een beloopbaar kruis op de top ( Jakobskreuz ) geopend als toeristische attractie.

## Bekende inwoners

### Ereburger van de gemeente
- 2012: Hans Simair (1912–2019), burgemeester van St. Ulrich am Pillersee 1962–1971[1]

## Woonachtig
- Wolfgang Falck (1910–2007), Duitse gevechtspiloot
- Nana Gualdi (1932–2007), Italiaans-Duitse zangeres en actrice

Aurach bei Kitzbühel ·
Brixen im Thale ·
Fieberbrunn ·
Going am Wilden Kaiser ·
Hochfilzen ·
Hopfgarten im Brixental ·
Itter ·
Jochberg ·
Kirchberg in Tirol ·
Kirchdorf in Tirol ·
Kitzbühel ·
Kössen ·
Oberndorf in Tirol ·
Reith bei Kitzbühel ·
Schwendt ·
St. Jakob in Haus ·
St. Johann in Tirol ·
St. Ulrich am Pillersee ·
Waidring ·
Westendorf
- Gemeinsame Normdatei: 4620126-9
- Library of Congress Control Number: n78068506
- Nationale Bibliotheek van Israël: 987007547846805171
- Virtual International Authority File: 150077420
- WorldCat: E39PBJgRQghrcR8GJwQDDhTmBP